# Mazres
Mazres (persiska: مزرس) är en ort i Iran.   Den ligger i provinsen Mazandaran, i den norra delen av landet, 120 km nordost om huvudstaden Teheran. Mazres ligger 105 meter över havet och antalet invånare är 490.
Terrängen runt Mazres är kuperad åt sydväst, men åt nordost är den platt. Runt Mazres är det tätbefolkat, med 286 invånare per kvadratkilometer. Närmaste större samhälle är Āmol, 13,1 km nordväst om Mazres. Trakten runt Mazres består till största delen av jordbruksmark.